# أجيسيبوليس الثالث
أجيسيبوليس الثالث (باليونانية: Ἀγησίπολις Γʹ) هو ابن كليومينس الثالث، والملك الثاني والثلاثون لأسبرطة من سلالة أغياد، والأخير.

## وصلات خارجية
- قاموس السيرة والأساطير اليونانية والرومانية. (باللغة الإنجليزية)